# Milan Ferko
Milan Ferko (14. prosince 1929, Veľké Rovné – 26. listopadu 2010, Bratislava) byl slovenský básník, prozaik, dramatik, textař, překladatel a novinář, autor knih pro děti a mládež, bratr spisovatele Vladimíra Ferka.

## Život
Milan Ferko studoval na gymnáziích v Nitře a v Žilině, kde roku 1949 maturoval. Roku 1953 pak absolvoval Právnickou fakultu Univerzity Komenského v Bratislavě. Do roku 1955 pracoval jako redaktor v deníku Smena a v letech 1955–1956 v týdeníku Kultúrny život. Roku 1956 založil literární měsíčník Mladá tvorba, který vedl do roku 1960. V letech 1960–1969 byl šéfredaktorem Slovenských pohľadov, ve kterých roku 1968 podporoval obrodný proces v Československu. Byl za to roku 1969 ze své funkce odvolán a vyloučen ze Svazu slovenských spisovatelů. Následně mu ale bylo umožněno, aby v letech 1970–1975 mohl pracovat jako redaktor v nakladatelství Slovenský spisovateľ. Od roku 1976 se pak mohl ve svobodném povolání věnovat své literární tvorbě.
Po sametové revoluci se začal angažovat v politice. Sestavil Deklaráciu zvrchovanosti Slovenskej republiky (1991) a výrazně se podílel na tvorbě slovenského Jazykového zákona (1995). V letech 1993–1994 opět vedl Slovenské pohľady, byl ředitelem uměleckého odboru Matice slovenské. V letech 1994–1998 pracoval na Ministerstvu kultury Slovenské republiky jako sekční šéf sekce státního jazyka a národního písemnictví. V kontrole čistoty slovenštiny byl velmi aktivní a vytvořil funkci jazykových inspektorů. Dostal se rovněž do ostrého konfliktu s umělci, kteří roku 1995 protestovali proti autoritářským praktikám ministra kultury Ivana Hudce z HZDS.

## Literární tvorba
Ferkovo literární dílo se vyznačuje velkou rozmanitostí témat a žánrů. Začínal jako básník schematických sbírek, jako byly například Zväzácka česť (1951), Víťazná mladosť (1953) nebo dětem určená Veselo, pionieri (1955), které byly napsány v duchu sovětských vzorů, nadšení ze staveb mládeže atp. Pro děti napsal i pohádkové knihy.
Hlavní část jeho tvorby však tvoří historické romány a rozhlasové hry z období Velké Moravy, dobrodružné příběhy ze života Indiánů, pirátů nebo slavných zbojníků a díla s dětským a dospívajícím hrdinou založená na jeho vlastních zážitcích z druhé světové války. Je rovněž autorem knih literatury faktu, operetního libreta a filmových scénářů. Na jeho texty napsali písně Ján Cikker, Bartolomej Urbanec, Vieroslav Matušík, Pavol Zelenay a především Milan Novák.
Věnoval se též překladům, především z ruštiny, bulharštiny a srbochorvatštiny.
Jeho díla byla přeložena do osmi jazyků (do angličtiny, češtiny, maďarštiny, němčiny, ruštiny, slovinštiny, srbochorvatštiny a ukrajinštiny).

## Ocenění
Milan Ferko je nositelem ceny Fraňa Kráľa (1960 a 1963), bulharského Řádu Cyrila a Metoděje (1969), Slovenského filmu (1971), ceny Mladých liet (2000), ceny Svetového kongresu Slovákov (2000), Trojruže Bibiany (2000) a dalších.
Roku 2011 jej slovenský prezident Ivan Gašparovič vyznamenal in memoriam Řádem Ľudovíta Štúra za mimořádné zásluhy o rozvoj kultury. Toto vyznamenání zaskočilo širokou slovenskou kulturní veřejnost, která Ferka považuje za velmi kontroverzního umělce, který svým dílem sloužil především politickým požadavkům a také militantnímu nacionalismu.

### Poezie
- Družstevné dožínky (1950), pásmo spevu a tancov.
- Zväzácka česť (1951), poema.
- Víťazná mladosť (1953).
- Husle a poľnica (1957).
- Odkaz (1960).
- Svet na dlani (1961).
- Rovnováha (1966).

### Poezie pro děti
- Veselo, pionieri (1955).
- Čarovné bubliny (1960).
- Na Mars a späť (1960).
- Spievajúci máj (1960).
- Deň plný slnka (1962).
- Neslávny výlet (1963).
- Ružová rozprávka (1963).
- Snehový strom (1963).
- Tajomstvo hračiek (1963), česky jako První film.
- Bola raz rozprávka (1964).
- Robí robot robotu (1964).
- Ďaleká plavba (1969).
- Džimbala-bala-bala (1971).
- Krásna hra (2004), reprezentativní výbor z autorovy poezie pro děti.

### Próza
- Krádež svätoštefanskej koruny (1970), dobrodružný historický román z 15. století.
- Svätopluk (1975), Svätopluk a Metod (1985) a Svätoplukovo dedičstvo (1989), románová trilogie z dějin Velké Moravy
- Jánošík (1978), tři díly, historický román o zbojníkovi a lidovém hrdinovi Jánošíkovi.
- Medzi ženou a Rímom (1980), historický román z římských dějin z období vlády Marka Aurélia líčící mimo jiné i jeho pobyt na Slovensku, ze kterého se zachoval nápis na trenčínské hradní skále.
- Svadba bez nevesty (1980) a Svadba bez ženícha (1982), dvojromán, ve kterém autor zobrazil kolektivizaci v zemědělství na Oravě a industrializaci na východním Slovensku.
- Otváranie studničiek (1988), oslava obětavosti prosté slovenské ženy na pozadí historických událostí v prvních desetiletích 20. století.
- Prvá láska nastorako (1989), formou vyprávění o lásce tří mladých lidí v různém žánru a stylistickém pojetí autor knihy zábavnou formou seznamuje čtenáře s poetikou a stylistikou slovenského jazyka.
- Staré povesti slovenské (1991), pověsti a vyprávění z počátků slovenských dějin až do počátku formování uherského státu.
- Nové povesti slovenské (1994), sbírka pověstí ze středověkého a novověkého Slovenska.
- Matúš Čák Trenčiansky (1999), historický román z přelomu 13. a 14. století, jehož hrdinou je nekorunovaný král západního a středního Slovenska, uherský šlechtic Matúš Čák Trenčanský.
- Kráľovská pomsta a iné politické vraždy a záhadné úmrtia v našich dejinách (2005), vyprávění o tajemných úmrtích v dějinách Slovenska.
- Všetky lásky sveta (2008), povídky.

### Próza pro děti
- Dobrodružstvá s kolieskom (1963), vyprávění o příhodách malého chlapce ze školky, které zažil, když hledal hezké kolečko, které našel na ulici a které mu potom maminka vyhodila oknem.
- Kúzelník a zvieratká (1965), pro nejmenší.
- Tvoji bratia, Winnetou (1967), eseje pro děti.
- Pirátski králi a kráľovskí piráti (1968), soubor dobrodružných povídek o námořních lupičích. Povídky zachycují válečné spory a loupežné plavby severských vikingů, životy slavných pirátů a korzárů (Francouz Jean Fleury, Angličan Francis Drake) a loupežné výpravy bukanýrského krále Jeana-Davida Nau, známého pod jménem François l'Olonnais.
- Keby som mal pušku (1969), román líčí příběh venkovských chlapců, kteří prožívají svá klukovská léta ve složité situaci Slovenského národního povstání.
- Pirátske dobrodružstvá (1970), tři dobrodružné příběhy pirátských družin z různých moří v 15. a 16. století.
- Rinaldo Rinaldini čiže odvážne kúsky a pohnuté osudy slávneho zbojníckeho náčelníka (1971), dva díly, příběhy italského náčelníka lupičů.
- Keby som mal dievča (1974), román (volné pokračování knihy Keby som mal pušku, životní zkouška dospělosti mladého hrdiny.
- Kam vtáci na noc odkladajú srdce (1978), kniha lyrických pohádek.
- Bohatier v býčej koži (1981), román o osudech slovenských dráteníků v Gruzii.
- Pod čiernou vlajkou (1984), kniha o životě a dějinách pirátů.
- Šalabingo (1997), idylické vyprávění o víkendových zážitcích chlapce a jeho rodiny na chatě.

### Ostatní díla
- Paríž a my (1960), cestopis.
- Prežil som Sibír (1968) , cestopis, skartováno pro kritický postoj k sovětské skutečnosti.
- Kniha tvoj najlepší priateľ (1975), citáty slavných lidí o knihách.
- Veľkomoravské záhady (1990), literatura faktu.
- Starý národ – mladý štát (1994ú, spoluautor, přehled slovenských dějin pro školy.
- Sto slávnych Slovákov (1995), profily významných slovenských osobností.
- Krátky slovník nárečia slovenského veľkorovnianskeho (1997).
- Pravé slovo v pravý čas (1997), fejetony.
- Štátny jazyk v súvislostiach (1998).
- V zápase o zvrchovanosť (2006), výběr z publicistiky 1989–2003.

### Divadelní hry
- Plná poľná lásky (1954), libreto pro operetu skladatele Milana Nováka.[6]
- Pravda Svätoplukova (1988).
- Zločin proti láske (1989).
- Človek a včely (2001).

### Rozhlasové hry
- Novoročná raketa – Letí robot do sveta (1962), pro děti.
- Silvester pre babičku, alebo Veľká snehuliacka rozprávka (1964), pro děti.
- Čarovná ladička (1966), pro děti.
- Spievajúce mandarínky, alebo Všetko naopak (1967), pro děti.
- Lietajúce taniere (1968), pro děti.
- Koniec Zuribandu (1971), pro děti.
- Posledný kráľ (1978), pro děti.
- Ako bozkať smiech (1983).
- dramatická pentalogie z období Velké Moravy.
  - Pomsta Pribinova (1984),
  - Obrana Metodova (1985),
  - Svadba Svätoplukova (1985),
  - Smrť Gorazdova (1986),
  - Nádej Mojmírova (1986).
- Zelené lásky maturantské, alebo Keby som mal dievča (1988).

## Filmové adaptace
- Koliesko (1966), slovenský film podle knihy Dobrodružstvá s kolieskom, režie Dimitrij Plichta.
- Keby som mal pušku (1972), slovenský film, režie Štefan Uher.
- Keby som mal dievča (1976), slovenský film, režie Štefan Uher.
- Svadba bez nevesty (1980), slovenský televizní film, režie Pavol Haspra.
- Drotárskym chodníčkom (1983), slovenský třídílný televizní film podle knihy Bohatier v býčej koži, režie František Chmiel.
- Solúnski bratia (1989), původní scénář k slovenskému dvoudílnému televiznímu filmu, režie Pavol Haspra.

## Česká vydání
- Kouzelník a zvířátka, SNDK, Praha 1965, přeložil Jindřich Hilčr.
- První film, SNDK, Praha 1966, přeložila Jarmila Urbánková.
- Pirátští králové a královští piráti, Albatros, Praha 1969, přeložil Ondřej, J. Sekora.
- Dobrodružství s kolečkem, (Albatros, Praha 1969, přeložila Marie Bieblová.
- Kdybych měl pušku, (Albatros, Praha 1979, přeložila Olga Hostovská.
- Pirátská dobrodružství, (Albatros, Praha 1982, přeložili Zuzana Bělinová a Alena Benešová.
- Kdybych já měl děvče, Mladá fronta, Praha 1983, přeložil Emil Charous.